# Jupp Müller (Schriftsteller)
Jupp Müller (* 28. Dezember 1921 in Weipert, Tschechoslowakei; † 8. September 1985 in Berlin) war ein deutscher Schriftsteller.

## Leben und Werk
Müller arbeitete zunächst als Bäcker sowie im Braunkohletagebau und war Gewerkschaftsfunktionär. In den 1950er Jahren wurde er Schriftsteller, der kurze Formen, insbesondere Gedicht und Aphorismus, bevorzugte. Sein erster Lyrikband im Jahr 1959 lässt erkennen, welche Autoren seine literarischen und politischen Vorbilder waren: Wladimir Majakowski, Kurt Barthel und Erich Weinert. Der Band Poetische Hürdenläufe enthält Sportgedichte. Müller, Absolvent des Literaturinstitutes „Johannes R. Becher“, leitete Zirkel Schreibender Arbeiter und gab die Anthologien Das uns Gemäße. Lyrik-Anthologie schreibender Arbeiter (1970) und Wer bist du, der du schreibst? Lyrik schreibender Arbeiter (1972) heraus. Die Qualität seiner Aphorismen schätzt der Literaturwissenschaftler Friedemann Spicker als gering ein, denn diese „stecken tief im sozialistischen Arbeitsleben der Brigaden und der Kollektive und mögen daher im Einzelfall noch literatursoziologische Interessen befriedigen …“
Müller, der ein begeisterter Pilzsammler war und dies in einigen Gedichten aufgriff, starb in einem Wald im Norden Ost-Berlins. Zuletzt hatte er an einem auf zwei Bände angelegten Roman gearbeitet.

## Bücher

### Aphorismenbände
- Hinter den Spiegel zu stecken. 100 Aphorismen. Eulenspiegel Verlag, Berlin 1975
- Pfennigwahrheiten und Groschensprüche. Eulenspiegel Verlag, Berlin 1980
- Gespitzt – und gepfiffen! Aphorismen, Epigramme, Gedichte. Mitteldeutscher Verlag, Halle/Leipzig 1980
- Pfeffer- & Pfifferlinge. Aphorismen. Eulenspiegel Verlag, Berlin 1984
- Ein bissel Bissiges. Aphorismen. Eulenspiegel Verlag, Berlin 1986

### Gedichtbände
- Im Auftrag meiner Klasse. Gedichte. Aufbau Verlag, Berlin 1959
- Blas heller die Welt. Gedichte, Poeme und Lieder. Mitteldeutscher Verlag, Halle (Saale) 1970
- Rauhreif und böhmischer Wind. Gedichte. Mitteldeutscher Verlag, Halle (Saale) 1975
- Poetische Hürdenläufe. Gedichte, Epigramme und Aphorismen. Tribüne Verlag, Berlin 1977

### Sonstiges
- Auf den Spuren unsrer Siege. Tribüne Verlag, Berlin 1959